# نیروی دریایی مونته‌نگرو
نیروی دریایی مونته‌نگرو (به زبان مونته‌نگروئی: Mornarica Vojske Crne Gore) شاخه دریایی نیروهای مسلح کشور مونته‌نگرو است. نیروی دریایی مونته‌نگرو در سال ۲۰۰۶ و پس از جدا شدن مونته‌نگرو از اتحادیه صربستان و مونته‌نگرو تأسیس شد. تجهیزات این نیروی نظامی به جا مانده از همان اتحادیه دولتی می‌باشد.

## ساختار
- نیروی دریایی (مونته‌نگروئی: Mornarica)
  - نیروهای سطحی دریایی (مونته‌نگروئی: Površinske pomorske snage)
    -  نیروی گشتی ۳۳ (مونته‌نگروئی: Patrolni Brod 33)
    -  نیروی گشتی ۳۴ (مونته‌نگروئی: Patrolni Brod 34)
    -  نیروی امداد (مونته‌نگروئی: Odred za spašavanje)

  - نیروهای مشاهده (مونته‌نگروئی: Snage za osmatranje)
    -  نیروی نظارت بر ساحل (مونته‌نگروئی: Odred za nadzor mora)

  - نیروی ویژه (مونته‌نگروئی: Specijalne snage)
    -  تفنگداران دریایی (مونته‌نگروئی: Pomorski odred)

  -  آموزش (مونته‌نگروئی: Školski Brod "Jadran")
  -  جوخه خدمت (مونته‌نگروئی: Vod za opsluživanje)